# سیروس ایرکرفت
سیروس ایرکرفت (به انگلیسی: Cirrus Aircraft) یک شرکت آمریکایی تولیدکننده هواگردهای هوانوردی عمومی است که در سال ۱۹۸۴ توسط برادران کلاپمایر در آمریکا تاسیس شد.
این شرکت توسط شرکت صنعت هوانوردی چین خریداری و در شهر دلوث، مینه‌سوتا، آمریکا مستقر گردید. سیروس ایرکرفت بزرگترین تولید کننده هواگرد موتور پیستونی برای بخش هوانوردی عمومی است.